# بی‌طرفی پزشکی
سوگندنامه بقراط بی‌طرفی پزشکی (انگلیسی: Medical neutrality) به عنوان اصلی است مبنی بر عدم دخالت در امور خدمات پزشکی هنگام منازعات مسلحانه و ناآرامی‌های مدنی. در چنین شرایطی بایستی پزشکان اجازه یابند درمان بیماران و مجروحان و سربازان را بدون توجه به وابستگی سیاسی آنها انجام دهند، در نتیجه تمامی گروه‌ها و احزاب درگیر بایستی از حمله، حمل و نقل و سوء استفاده از امکانات پزشکی پرسنل خودداری کنند. مفهوم اصل بی‌طرفی پزشکی از قانون بین‌المللی حقوق بشر و اخلاق پزشکی و حقوق بین‌الملل بشر دوستانه گرفته شده‌است. حفظ بی‌طرفی پزشکی ممکن است به عنوان یک نوع قرارداد اجتماعی مطرح شود که جوامع را مجبور به محافظت از کارکنان درمانی در هر دو زمان جنگ و صلح می‌کند و مسئولیت‌های پزشکی را برای درمان همه افراد بدون توجه به مذهب، نژاد، قومیت یا وابستگی سیاسی آنها متعهد می‌شود. نقض بی‌طرفی پزشکی مشمول جنایات مندرج در کنوانسیون ژنو می‌باشد.

## پیشینه تاریخی
اصل بی‌طرفی پزشکی ریشه در بسیاری سنت‌های اجتماعی دارد.
- سوگند بقراط (سوگند دانشجویان پزشکی) که پزشکان به رعایت اخلاق پزشکی ملتزم هستند به قرن پنجم برمی‌گردد.
- تا حالا «بدون آسیب رسانی» در طب یهودی و اسلامی و همچنین طب چینی و هندی را نشنیدید.
- کنوانسیون ژنو (اصل قانون بین‌الملل حقوق بشر دوستانه، توسط کمیته بین‌المللی صلیب سرخ مورد حمایت قرار گرفته‌است).[۲]
- اصل کنوانسیون اول ژنو که توسط هنری دورانت (Henri Dunant) نوشته شد پاسخ به مشکل درمان سربازان زخمی در حین نبرد سولفرینو (Solferino) بود.
- کنوانسیون‌های اول ژنو و بعدی، باعث ایجاد نهضت بین‌المللی صلیب سرخ و هلال احمر و تدوین قوانین حفاظت از کارکنان درمانی در زمان جنگ، و وضع قوانین حفاظت از شهروندان، کارکنان درمانی و غیرو شد.
- کنوانسیون اول ژنو تأکید دارد که تحت هیچ شرایطی نبایستی مانعی برای فعالیت‌های بشر دوستانه و درمان مصدومین و بیماران ایجاد کرد و این اصل باید مورد احترام و محافظت قرار گیرد.
- ماده ۱۹ کنوانسیون ژنو تأکید دارد بخش‌های پزشکی اعم از بیمارستان یا واحد خدمات درمانی سیار تحت هیچ شرایطی نبایستی مورد حمله قرار بگیرد.
- بیانیه ژنو در اصلاحیه خود در سال ۱۹۴۸ سوگند بقراط (سوگند دانشجویان پزشکی) را در پاسخ به تجربیات تلخ انسانی بر روی زندانیان نازی وضع کرد.

## نقض‌های بی‌طرفی پزشکی
هنگامی است که حین کاردرمانی متخصصان پزشکی امکانات یا بیماران تحت معالجه آنها مورد تهاجم قرار می‌گیرند یا زمانی است که متخصصان پزشکی مجاز به ارائه خدمات درمانی نیستند. مثالها عبارتند از:
- تهاجم به بیمارستان‌ها
- تهاجم به بیماران
- تهاجم به کارکنان درمانی
- تهاجم به وسائل حمل و نقل پزشکی
- سوء استفاده از امکانات پزشکی
- نقض کردار و منش پزشکی توسط کارکنان درمانی با به‌کارگیری بیمارستان و امکانات آن برای حمله، آتش گشودن یا شلیک موشک و غیرو… به سوی غیر نظامیان.
- به‌کارگیری امکانات پزشکی برای استقرار محل سلاح و سربازان
- استفاده از امکانات پزشکی برای مقاصدی غیر از کمک‌های پزشکی یا ارائه خدمات عمومی

## سازمان‌هایی که تمرکز خاصی بر بی‌طرفی پزشکی دارند
- پزشکان برای حقوق بشر (ایالات متحده آمریکا)
- پزشکان برای حقوق بشر-اسرائیل
- پزشکان برای حقوق بشر (انگلستان)
- پزشکان برای حقوق بشر (دانمارک)

## قانون حفاظت از بی‌طرفی پزشکی ۲۰۱۱
- قانون حفاظت از بی‌طرفی پزشکی ۲۰۱۱ (HR 2643) یک لایحه دو حزبی است که توسط نمایندگان کنگره آمریکا جیم مک‌درموت نماینده حزب دموکرات از واشینگتن و والتر بی جونز جونیور نماینده جمهوریخواه از کارولینای شمالی ارائه شده‌است که به موجب آن حفاظت از متخصصان پزشکی و دسترسی آنها به خدمات پزشکی جزو اولویت‌های سیاست جهانی دولت ایالات متحده می‌باشد.

- این لایحه خواستار انتصاب یک گزارشگر ویژه سازمان ملل متحد در زمینه حفاظت از حریم بیطرفی پزشکی شده و به بررسی نقض‌های بیطرفی پزشکی فراخوان می‌دهد. این لایحه کمک نظامی ایالات متحده آمریکا به کشورهایی که درگیر نقض بیطرفی پزشکی شده‌اند را محدود کرده و مانع از صدور ویزای ورود مقامات دولتی این کشورها به ایالات متحده می‌شود.
- همان‌طور که در قانون حفاظت از بی‌طرفی پزشکی ۲۰۱۱ تصویب شده، نقض‌های بیطرفی پزشکی عبارتند از:

- حمله‌های نظامی به مراکز بهداشتی و درمانی، ارائه دهندگان خدمات بهداشتی یا افرادی که در حال دریافت خدمات درمانی هستند.
- نابودی بی‌دلیل فراورده‌های دارویی، تسهیلات درمانی، پرونده‌ها یا خدمات حمل و نقل.
- کارشکنی عمدی در اصول اخلاق پزشکی، بر اساس اصول اخلاق بین‌المللی تصریح شده در انجمن جهانی پزشکی، مثل جلوگیری متخصصان پزشکی از معالجه افراد نیازمند به مراقبتهای درمانی نقص اصول اخلاقی است.
- اجبار کادرهای درمانی به ارتکاب اعمالی که ناقض مسئولیت اخلاقی آنها است.
- سوء استفاده عمدی از امکانات درمانی، خدمات حمل و نقل، یونیفرم پزشکی، و سایر علائم.
- مانع عمدی ایجاد کردن برای دسترسی به امکانات بهداشتی و درمان‌های تخصصی پزشکی.
- دستگیری یا بازداشت خودسرانه ارائه دهندگان خدمات درمانی یا افرادی که به دنبال مراقبت‌های پزشکی هستند.